# The Fisher King
The Fisher King (en español: El rey pescador o Pescador de ilusiones) es una película estadounidense de 1991 dirigida por Terry Gilliam y protagonizada por Jeff Bridges, Robin Williams, Mercedes Ruehl y Amanda Plummer en los papeles principales.
El título de la película hace referencia a la leyenda artúrica del Rey Pescador y el santo grial. Fue galardonada con varios premios cinematográficos, tanto estadounidenses como internacionales.

## Sinopsis
El exitoso locutor de radio Jack Lucas (Jeff Bridges) no se imagina que uno de sus programas provocaría que un oyente asesinara a siete personas en un bar y acabara por suicidarse. A partir de esta cruda experiencia, Jack ve cómo su carrera se arruina y decide suicidarse también. Pero justo en ese momento es salvado por un vagabundo con problemas mentales llamado Parry (Robin Williams), que dice ser un caballero medieval en busca del santo grial. Ahora, Jack tiene una segunda oportunidad para reemprender su vida y ayudar a su nuevo amigo.

## Argumento
Jack Lucas (Jeff Bridges) conduce un programa de radio en el que dialoga con los oyentes y hace comentarios mordaces. Un día, interpretando los comentarios de Jack, uno de sus radioescuchas entra en un bar y asesina a siete personas antes de suicidarse. Este hecho arruina la carrera de Jack, que cae en una gran depresión.
Tres años más tarde, Jack decide suicidarse en un barrio marginal, pero cuando decide hacerlo es atacado por un par de jóvenes que agreden a los vagabundos. Parry (Robin Williams), un vagabundo con problemas psiquiátricos, exprofesor universitario de Historia, que dice ser un caballero medieval, y sus amigos indigentes le salvan. 
Al despertar, Jack se encuentra en el lugar donde vive Parry y este mismo le comenta que Jack es el elegido para traerle de vuelta el santo grial, el objeto más preciado para el vagabundo. 
En ese mismo lugar, Jack descubre que el origen de los problemas psíquicos de Parry es que su esposa fue asesinada por el oyente que actuó siguiendo sus comentarios. Jack se siente en deuda con Parry y decide ayudarlo con una simple limosna, pero se da cuenta de que para Parry esto no significaba nada. Y que existía una chica a la cual él quería conquistar, Lydia Sinclair (Amanda Plummer), pero ella estaba fuera de su alcance debido a la condición social de él. 
Jack decide ayudarlo para poder saldar la deuda, invitando a la chica a salir con Parry. Sin embargo, la historia tiene un giro inesperado, ya que cuando todo iba bien en la cita Parry revive los momentos trágicos del deceso de su novia y entra en un estado catatónico severo. Jack se da cuenta del estado de Parry, pero cuando los médicos le dan a conocer la incertidumbre de una posible recuperación se aleja de él y vuelve a ser comentarista de radio. 
Su vida se vuelve muy exitosa de nuevo, pero el recuerdo de aquella persona que salvó su vida lo hace mirar a través de la banalidad en la que otra vez cae. Finalmente, Jack decide romper las barreras de su corazón y va en busca de la salvación de su amigo Parry.

## Reparto
- Jeff Bridges como Jack Lucas
- Robin Williams como Parry
- Mercedes Ruehl como Anne Napolitano
- Amanda Plummer como Lydia Sinclair
- Adam Bryant como Radio Engineer
- Michael Jeter como cantante de cabaret
- Melinda Culea como mujer de sitcom
- Harry Shearer como Ben Starr

## Premios
- Premio Oscar 1992 a la mejor actriz secundaria (Mercedes Ruehl)
- 2 premios Globo de Oro 1992 a la mejor actuación – cine (Robin Williams) y a la mejor actuación secundaria - cine (Mercedes Ruehl)
- Premio Saturno 1992 a la mejor actriz secundaria (Mercedes Ruehl)
- Premio CFCA 1992 a la mejor actriz secundaria (Mercedes Ruehl)
- Premio LAFCA 1991 a la mejor actriz (Mercedes Ruehl)
- Premio BSFC 1991 a la mejor actriz secundaria (Mercedes Ruehl)
- Premio American Comedy Award 1992 a la mejor actriz cómica – cine (Mercedes Ruehl)
- Premio Artios 1992 al mejor reparto – cine (Jane Jenkins  y Janet Hirshenson)
- Premio León de Plata a la mejor dirección 1991: Terry Gilliam (compartido)
- Premio del público Festival Internacional de Cine de Toronto 1991: Terry Gilliam

## Comentarios
Fue la primera película dirigida por Terry Gilliam en la que no participó en la elaboración del guion, y no actuó ninguno de sus compañeros de Monty Python.